# Forever (álbum de Bon Jovi)
Forever es el decimosexto álbum de estudio de la banda estadounidense de rock Bon Jovi, lanzado el 7 de junio de 2024 a través de Island Records . Fue precedido por los sencillos «Legendary» y «Living Proof».

## Composición y temas
Como parte de la celebración del 40.º aniversario de la banda, Forever se lanzó junto con el documental Thank You, Goodnight: The Bon Jovi Story ese mismo año. En 2022, el cantante Jon Bon Jovi se sometió a una importante cirugía vocal, lo que generó incertidumbre sobre el futuro de la banda y su capacidad para grabar un nuevo álbum. Después de su recuperación, Bon Jovi recuperó la alegría y la confianza, lo que lo inspiró a comenzar a escribir música nuevamente.
El disco comienza con el tema de pop rock «Legendary», una canción que reflexiona sobre el pasado mientras mira hacia el futuro. Bon Jovi explicó: «Siento que hay una oportunidad para mí de dejar un legado que estaba allí para hacer algo bueno y tal vez simplemente causar una pequeña onda en el mar». «Living Proof» es la primera canción en catorce años en la que el grupo utiliza el talk box, una técnica utilizada anteriormente en su canción de 2010 «This Is Love, This Is Life», que apareció en la versión internacional de su recopilatorio Greatest Hits.
«Kiss the Bride» es una canción de boda escrita por Bon Jovi para su hija, Stephanie Bongiovi. «Espero que te guste tanto como a mí. Tal vez incluso la consideres una canción de boda para alguien que conoces. Pero mi pequeña nena, para quien escribí "I Got the Girl" cuando tenía 5 años, ahora tiene 30. Un lugar diferente en mi vida, un lugar diferente en su vida, pero ella siempre seguirá siendo mi princesa de 5 años», dice Bon Jovi. «My First Guitar» es fue compuesta por Jon Bon Jovi usando su primera guitarra, que logró recomprar a la persona a la que se la vendió hace 45 años, dice: «La cogí y escribí una canción con ella llamada My First Guitar; era una de esas canciones que tenía que estar en el nuevo disco».

## Recepción de la crítica
Stephen Thomas Erlewine de AllMusic escribió «como el primer disco que Bon Jovi ha hecho desde la cirugía de su cantante, también funciona como la presentación de una banda revivida» y «esta sensación de refinamiento se adapta a un grupo que sabe que es un poco mayor y un poco más lento que hace 40 años, pero están agradecidos de seguir siendo felices haciendo lo que están haciendo décadas después».
Steve Beebee de Kerrang! dijo «un álbum de un artista que tiene mucho que celebrar y nada que demostrar» y «descubrió que la música tiene una especie de alegría de camino abierto. Las canciones son reflexivas, sin duda, y a menudo suenan con los clásicos de Bon Jovi del pasado». Bryan Rolli de Ultimate Classic Rock escribió que «las guitarras son estériles, las letras son dulces y puedes telegrafiar exactamente dónde va a abandonar la banda para que Bon Jovi pronuncie el gancho; sin embargo, a pesar de tus mejores esfuerzos, estas canciones se alojan en tu cerebro, porque eso es lo que esta banda hace mejor».
Philip Wilding de Classic Rock escribió que, a diferencia del «prácticamente en solitario» 2020, «Forever suena como un álbum de Bon Jovi. Canciones de rock, power ballads, es un disco de gran sonido diseñado para reproducirse en salas grandes». Carla Feric, en su reseña para The Independent, concluyó que «El álbum difiere del material anterior, pero la poderosa voz de Jon Bon Jovi no ha flaqueado y los instrumentos de la banda mantienen las pistas pegadizas y frescas, lo que hace que el oyente quiera repetir».

## Lista de canciones
| N.º   | Título                 | Escritor(es)                                             | Duración |  |
| 1.    | «Legendary»            | Jon Bon Jovi, John Shanks, Billy Falcon                  | 4:05     |  |
| 2.    | «We Made It Look Easy» | Jon Bon Jovi, Ryan Tedder, Andrew DeRoberts, Nick Long   | 3:15     |  |
| 3.    | «Living Proof»         | Jon Bon Jovi, John Shanks                                | 3:39     |  |
| 4.    | «Waves»                | Jon Bon Jovi, John Shanks, Jason Isbell                  | 3:52     |  |
| 5.    | «Seeds»                | Jon Bon Jovi, Ryan Tedder, Sean Douglas, Michael Pollack | 5:05     |  |
| 6.    | «Kiss The Bride»       | Jon Bon Jovi, Billy Falcon                               | 3:51     |  |
| 7.    | «The People's House»   | Jon Bon Jovi                                             | 4:36     |  |
| 8.    | «Walls of Jericho»     | Jon Bon Jovi, John Shanks, Philip Lawrence               | 3:48     |  |
| 9.    | «I Wrote You A Song»   | Jon Bon Jovi, John Shanks, Billy Falcon                  | 3:25     |  |
| 10.   | «Living in Paradise»   | Jon Bon Jovi, Ed Sheeran                                 | 3:16     |  |
| 11.   | «My First Guitar»      | Jon Bon Jovi                                             | 4:55     |  |
| 12.   | «Hollow Man»           | Jon Bon Jovi                                             | 4:54     |  |
| 48:41 |                        |                                                          |          |  |

| Edición de lujo (Japón) |                              |          |  |
| N.º                     | Título                       | Duración |  |
| 13.                     | «That Was Then, This Is Now» | 4:57     |  |
| 14.                     | «Legendary» (maqueta)        | 4:09     |  |
| 57:53                   |                              |          |  |

## Posicionamiento en listas

### Listas semanales
| Lista (2024)                   | Posición |
| ------------------------------ | -------- |
| Alemania (Offizielle Top 100)  | 2        |
| Australia (ARIA)               | 4        |
| Austria (Ö3 Austria Top 40)    | 2        |
| Bélgica (Ultratop Flandes)     | 4        |
| Bélgica (Ultratop Valonia)     | 7        |
| Canadá (Billboard)             | 36       |
| Croacia (Top lista)            | 28       |
| España (PROMUSICAE)            | 3        |
| Estados Unidos (Billboard 200) | 5        |
| Finlandia (SVL)                | 29       |
| Francia (SNEP)                 | 25       |
| Hungría (MAHASZ)               | 12       |
| Irlanda (Irish Albums Chart)   | 20       |
| Italia (FIMI)                  | 25       |
| Japón (Oricon Albums Chart)    | 7        |
| Japón (Billboard Japan)        | 5        |
| Nueva Zelanda (RIANZ)          | 28       |
| Países Bajos (Dutch Charts)    | 7        |
| Polonia (ZPAV)                 | 20       |
| Reino Unido (UK Albums Chart)  | 3        |
| Suecia (Sverigetopplistan)     | 3        |
| Suiza (Schweizer Hitparade)    | 1        |